# 7 Dywizja Kawalerii (ZSRR)
7 Dywizja Kawalerii (ros. 7-я кавалерийская дивизия) – związek taktyczny kawalerii Armii Czerwonej.
Dywizja wzięła udział w kampanii wrześniowej w składzie 3 Korpusu Kawalerii.

## Struktura organizacyjna
W 1939
- 16 pułk kawalerii
- 51 pułk kawalerii
- 80 pułk kawalerii
- 123 pułk kawalerii
- 43 pułk czołgów
- 19 dywizjon artylerii konnej
- 50 dywizjon artylerii przeciwlotniczej
- dywizjon medyczno-sanitarny

## Dowódcy dywizji
- kombrig Fiodor Kamkow (1939)[2]